# Tétramésityldifer
Le tétramésityldifer est un composé organofer de formule chimique Fe2(C6H2(CH3)3)4. Il s'agit d'un solide rouge sensible à l'air utilisé comme précurseur d'autres complexes de fer. Il présente une symétrie moléculaire centrosymétrique. C'est un acide de Lewis formant des adduits monomériques tels que Fe(C6H2(CH3)3)2Py2.
On obtient le tétramésityldifer en traitant des halogénures ferreux avec du bromure de mésitylmagnésium (CH3)3H2C6MgBr (un réactif de Grignard) obtenu à partir de bromure de mésityle (en) (CH3)3H2C6Br, :
2 FeCl2 + 4 (CH3)3H2C6MgBr ⟶ Fe2(C6H2(CH3)3)4 + 2 MgBrCl.